# 帝釈相応
「帝釈相応」（たいしゃくそうおう、巴: Sakka-saṃyutta, サッカ・サンユッタ）とは、パーリ仏典経蔵相応部に収録されている第11相応。
漢訳語である「帝釈（天）」を用いず、原語の「サッカ」をそのまま用いて「サッカ相応」とも。

## 構成
3品25経から成る。
各々短い対話によって構成される経（sutta）を、10経集めて1品（vagga）としている。（最後の品だけ5経。）
1. Paṭhama-vagga
2. Dutiya-vagga
3. Tatiya-vagga

## 日本語訳
- 『南伝大蔵経・経蔵・相応部経典1』（第12巻） 大蔵出版
- 『パーリ仏典 相応部(サンユッタニカーヤ) 有偈篇II』 片山一良訳 大蔵出版
- 『原始仏典II 相応部経典1』 中村元監修 春秋社
- 『ブッダ悪魔との対話――サンユッタ・ニカーヤ2 』中村元訳 岩波文庫